# 1995 BP
1995 BP är en asteroid i huvudbältet som upptäcktes 23 januari 1995 av den japanska astronomen Takao Kobayashi vid Ōizumi-observatoriet.